# Лудовиков овес
Лудовиковият овес (Avena ludoviciana) е вид растение от семейство Житни (Poaceae).
Таксонът е описан за пръв път от Мишел Шарл Дюрийо дьо Мезонньов през 1855 година.